# Giro di Vallonia 2022
Il Giro di Vallonia 2022, quarantanovesima edizione della corsa, valevole come trentunesima prova dell'UCI ProSeries 2022 categoria 2.Pro, si svolse in 5 tappe dal 23 al 27 luglio 2022 su un percorso di 962,4 km, con partenza da Temploux e arrivo a Chapelle-lez-Herlaimont, in Belgio. La vittoria fu appannaggio dell'australiano Robert Stannard, il quale completò il percorso in 22h49'54", precedendo il belga Loïc Vliegen e il danese Mattias Skjelmose.
Sul traguardo di Chapelle-lez-Herlaimont sono stati 106 i ciclisti, dei 150 partiti da Temploux, portarono a termine la competizione.

## Tappe
| Tappa  | Data      | Percorso                           | km    | Vincitore di tappa | Leader cl. generale |
| ------ | --------- | ---------------------------------- | ----- | ------------------ | ------------------- |
| 1ª     | 23 luglio | Temploux > Huy                     | 174,4 | Julian Alaphilippe | Julian Alaphilippe  |
| 2ª     | 24 luglio | Verviers > Herve                   | 176,8 | Oier Lazkano       | Robert Stannard     |
| 3ª     | 25 luglio | Visé > Rochefort                   | 195,6 | Arnaud De Lie      | Robert Stannard     |
| 4ª     | 26 luglio | Durbuy > Couvin                    | 200,8 | Davide Ballerini   | Robert Stannard     |
| 5ª     | 27 luglio | Le Rœulx > Chapelle-lez-Herlaimont | 214,8 | Jan Bakelants      | Robert Stannard     |
| Totale | Totale    | Totale                             | 962,4 |                    |                     |

## Squadre e corridori partecipanti
| N.      | Cod. | Squadra                  |
| ------- | ---- | ------------------------ |
| 1-7     | TFS  | Trek-Segafredo           |
| 11-17   | ACT  | AG2R Citroën Team        |
| 21-27   | BOH  | Bora-Hansgrohe           |
| 31-37   | COF  | Cofidis                  |
| 41-46   | EFE  | EF Education-EasyPost    |
| 51-57   | GFC  | Groupama-FDJ             |
| 61-67   | IGD  | Ineos Grenadiers         |
| 71-77   | IWG  | Intermarché-Wanty-Gobert |
| 81-87   | IPT  | Israel-Premier Tech      |
| 91-97   | LTS  | Lotto Soudal             |
| 101-107 | MOV  | Movistar Team            |

| N.      | Cod. | Squadra                     |
| ------- | ---- | --------------------------- |
| 111-117 | QST  | Quick-Step Alpha Vinyl Team |
| 121-127 | DSM  | Team DSM                    |
| 131-137 | UAD  | UAE Team Emirates           |
| 141-147 | ADC  | Alpecin-Deceuninck          |
| 151-157 | BBK  | B&B Hotels-KTM              |
| 161-167 | BWB  | Bingoal Pauwels Sauces WB   |
| 171-177 | SVB  | Sport Vlaanderen-Baloise    |
| 181-187 | ARK  | Team Arkéa-Samsic           |
| 191-197 | TEN  | TotalEnergies               |
| 201-207 | TBL  | Baloise-Trek Lions          |
| 211-217 | TIC  | Tarteletto-Isorex           |

## Dettagli delle tappe

### 1ª tappa
- 23 luglio: Temploux > Huy – 174,4 km

Risultati
| Pos. | Corridore          | Squadra    | Tempo    |
| ---- | ------------------ | ---------- | -------- |
| 1    | Julian Alaphilippe | Quick-Step | 4h06'11" |
| 2    | Alex Aranburu      | Movistar   | a 1"     |
| 3    | Robert Stannard    | Alpecin    | s.t.     |

| Pos. | Corridore          | Squadra    | Tempo    |
| ---- | ------------------ | ---------- | -------- |
| 1    | Julian Alaphilippe | Quick-Step | 4h06'01" |
| 2    | Alex Aranburu      | Movistar   | a 5"     |
| 3    | Robert Stannard    | Alpecin    | a 7"     |

### 2ª tappa
- 24 luglio: Verviers > Herve – 176,8 km

Risultati
| Pos. | Corridore     | Squadra     | Tempo    |
| ---- | ------------- | ----------- | -------- |
| 1    | Oier Lazkano  | Movistar    | 4h12'40" |
| 2    | Loïc Vliegen  | Intermarché | a 2"     |
| 3    | Jesús Herrada | Cofidis     | a 7"     |

| Pos. | Corridore         | Squadra     | Tempo    |
| ---- | ----------------- | ----------- | -------- |
| 1    | Robert Stannard   | Alpecin     | 8h18'57" |
| 2    | Mattias Skjelmose | Trek        | a 7"     |
| 3    | Lorenzo Rota      | Intermarché | a 10"    |

### 3ª tappa
- 25 luglio: Visé > Rochefort – 195,6 km

Risultati
| Pos. | Corridore     | Squadra     | Tempo    |
| ---- | ------------- | ----------- | -------- |
| 1    | Arnaud De Lie | Lotto       | 4h39'22" |
| 2    | Biniam Girmay | Intermarché | s.t.     |
| 3    | Axel Laurance | B&B         | s.t.     |

| Pos. | Corridore         | Squadra     | Tempo     |
| ---- | ----------------- | ----------- | --------- |
| 1    | Robert Stannard   | Alpecin     | 12h58'23" |
| 2    | Loïc Vliegen      | Intermarché | a 4"      |
| 3    | Mattias Skjelmose | Trek        | a 6"      |

### 4ª tappa
- 26 luglio: Durbuy > Couvin – 200,8 km

Risultati
| Pos. | Corridore          | Squadra    | Tempo    |
| ---- | ------------------ | ---------- | -------- |
| 1    | Davide Ballerini   | Quick-Step | 5h10'12" |
| 2    | José Joaquín Rojas | Movistar   | s.t.     |
| 3    | Rui Oliveira       | UAE        | s.t.     |

| Pos. | Corridore         | Squadra     | Tempo     |
| ---- | ----------------- | ----------- | --------- |
| 1    | Robert Stannard   | Alpecin     | 18h08'35" |
| 2    | Loïc Vliegen      | Intermarché | a 4"      |
| 3    | Mattias Skjelmose | Trek        | a 6"      |

### 5ª tappa
- 27 luglio: Le Rœulx > Chapelle-lez-Herlaimont – 214,8 km

Risultati
| Pos. | Corridore       | Squadra     | Tempo    |
| ---- | --------------- | ----------- | -------- |
| 1    | Jan Bakelants   | Intermarché | 4h32'31" |
| 2    | Robert Stannard | Alpecin     | s.t.     |
| 3    | Axel Laurance   | B&B Hotels  | s.t.     |

| Pos. | Corridore         | Squadra     | Tempo     |
| ---- | ----------------- | ----------- | --------- |
| 1    | Robert Stannard   | Alpecin     | 22h49'54" |
| 2    | Loïc Vliegen      | Intermarché | a 10"     |
| 3    | Mattias Skjelmose | Trek        | a 12"     |

## Evoluzione delle classifiche
| Tappa              | Vincitore          | Classifica generale Maglia arancione | Classifica a punti Maglia gialla | Classifica scalatori Maglia bianca | Classifica giovani Maglia rossa | Classifica sprint intermedi Maglia fucsia | Classifica a squadre | Combattività       |
| ------------------ | ------------------ | ------------------------------------ | -------------------------------- | ---------------------------------- | ------------------------------- | ----------------------------------------- | -------------------- | ------------------ |
| 1ª                 | Julian Alaphilippe | Julian Alaphilippe                   | Julian Alaphilippe               | Lennert Teugels                    | Robert Stannard                 | Fabian Lienhard                           | Intermarché          | non assegnato      |
| 2ª                 | Oier Lazkano       | Robert Stannard                      | Oier Lazkano                     | Gianni Vermeersch                  | Robert Stannard                 | Fabian Lienhard                           | Lotto Soudal         | Victor Campenaerts |
| 3ª                 | Arnaud De Lie      | Robert Stannard                      | Alex Aranburu                    | Victor Campenaerts                 | Robert Stannard                 | Casper Pedersen                           | Lotto Soudal         | Ivo Oliveira       |
| 4ª                 | Davide Ballerini   | Robert Stannard                      | Mattias Skjelmose                | Victor Campenaerts                 | Robert Stannard                 | Casper Pedersen                           | Lotto Soudal         | Rui Oliveira       |
| 5ª                 | Jan Bakelants      | Robert Stannard                      | Robert Stannard                  | Victor Campenaerts                 | Robert Stannard                 | Dries Van Gestel                          | Lotto Soudal         | Edward Theuns      |
| Classifiche finali | Classifiche finali | Robert Stannard                      | Robert Stannard                  | Victor Campenaerts                 | Robert Stannard                 | Dries Van Gestel                          | Lotto Soudal         | non assegnato      |

Maglie indossate da altri ciclisti in caso di due o più maglie vinte
- Nella 2ª tappa Alex Aranburu ha indossato la maglia gialla al posto di Julian Alaphilippe.
- Nella 3ª e 4ª tappa Mattias Skjelmose ha indossato la maglia rossa al posto di Robert Stannard.
- Nella 5ª tappa Cian Uijtdebroeks ha indossato la maglia rossa al posto di Robert Stannard.

## Classifiche finali

### Classifica generale - Maglia arancione
| Pos. | Corridore         | Squadra     | Tempo     |
| ---- | ----------------- | ----------- | --------- |
| 1    | Robert Stannard   | Alpecin     | 22h49'54" |
| 2    | Loïc Vliegen      | Intermarché | a 10"     |
| 3    | Mattias Skjelmose | Trek        | a 12"     |
| 4    | Lorenzo Rota      | Intermarché | a 14"     |
| 5    | Greg Van Avermaet | AG2R        | a 26"     |
| 6    | Maxim Van Gils    | Lotto       | a 38"     |
| 7    | Frederik Wandahl  | Bora        | a 43"     |
| 8    | Omer Goldstein    | Israel      | a 46"     |
| 9    | Guillaume Martin  | Cofidis     | a 51"     |
| 10   | Oier Lazkano      | Movistar    | a 55"     |

### Classifica a punti - Maglia gialla
| Pos. | Corridore         | Squadra    | Punti |
| ---- | ----------------- | ---------- | ----- |
| 1    | Robert Stannard   | Alpecin    | 45    |
| 2    | Axel Laurance     | B&B Hotels | 32    |
| 3    | Mattias Skjelmose | Trek       | 31    |
| 4    | Alex Aranburu     | Movistar   | 26    |
| 5    | Oier Lazkano      | Movistar   | 25    |

### Classifica scalatori - Maglia bianca
| Pos. | Corridore          | Squadra    | Punti |
| ---- | ------------------ | ---------- | ----- |
| 1    | Victor Campenaerts | Lotto      | 50    |
| 2    | Oier Lazkano       | Movistar   | 30    |
| 3    | Lennert Teugels    | Tarteletto | 28    |
| 4    | Rui Oliveira       | UAE        | 28    |
| 5    | Ivo Oliveira       | UAE        | 26    |

### Classifica giovani - Maglia rossa
| Pos. | Corridore         | Squadra  | Tempo     |
| ---- | ----------------- | -------- | --------- |
| 1    | Robert Stannard   | Alpecin  | 22h49'54" |
| 2    | Mattias Skjelmose | Trek     | a 12"     |
| 3    | Maxim Van Gils    | Lotto    | a 38"     |
| 4    | Frederik Wandahl  | Bora     | a 43"     |
| 5    | Oier Lazkano      | Movistar | a 55"     |

### Classifica sprint intermedi - Maglia fucsia
| Pos. | Corridore         | Squadra       | Punti |
| ---- | ----------------- | ------------- | ----- |
| 1    | Dries Van Gestel  | TotalEnergies | 15    |
| 2    | Kenneth Vanbilsen | Cofidis       | 11    |
| 3    | Fabian Lienhard   | Groupama      | 10    |
| 4    | Davide Ballerini  | Quick-Step    | 9     |
| 5    | Thijs Aerts       | Baloise       | 7     |

### Classifica a squadre
| Pos. | Squadra                  | Tempo     |
| ---- | ------------------------ | --------- |
| 1    | Lotto Soudal             | 68h34'36" |
| 2    | Intermarché-Wanty-Gobert | a 4'28"   |
| 3    | Bora-Hansgrohe           | a 6'30"   |
| 4    | EF Education-EasyPost    | a 7'15"   |
| 5    | Trek-Segafredo           | a 7'58"   |